# Heckler & Koch HK41
Die Heckler & Koch HK41 ist eine halbautomatische Version des G3-Gewehrs von Heckler & Koch. Sie wurde für den zivilen Markt bzw. speziell für den Markt der Bundeswehr-Reservisten entwickelt, um ein Gewehr bieten zu können, das privat besessen werden durfte, aber in Handhabung und Bedienung dem HKG3 entsprach. So konnten Reservisten außerhalb des aktiven Dienstes damit üben. Die HK40-Serie war für den Verkauf an Wehrpflichtige gedacht, damit diese sich bereits vor ihrem Dienstantritt mit der Waffe vertraut machen konnten – eine in Deutschland und der Schweiz verbreitete Praxis. Die Schießausbildungsvorschrift (ZDv 3/12) erlaubte den Einsatz der HK41 durch Reservisten bei speziellen Schießübungen als Ersatz für das HKG3, jedoch nicht für andere militärische Tätigkeiten. Im allgemeinen Sprachgebrauch wurde sie häufig als „Reservistengewehr“ bezeichnet.
Nach dem Nummerierungssystem von Heckler & Koch steht die „4“ für ein paramilitärisches Gewehr und die „1“ für das Kaliber 7,62 mm.
Die HK41 ist nicht mit der ähnlich bezeichneten Heckler & Koch G41 zu verwechseln. Im Gegensatz zu vielen anderen halbautomatischen Gewehren ihrer Klasse verfügte die HK41 – ebenso wie die zivil erhältliche HK91 – nicht über einen gasbetriebenen Mechanismus. Stattdessen nutzte sie ein Rolle-Verschluss-System mit verzögertem Rückstoß. Dieses System basiert auf zwei Rollen, die das Zurückgleiten des Verschlusses verzögern, ohne dass dabei mechanische Kipp- oder Drehbewegungen erforderlich sind.
Ein weiteres besonderes Merkmal der HK41 war die gerillte Patronenkammer („fluted chamber“). In diese Kammer waren längs verlaufende Rillen eingefräst, die der ausgestoßenen Hülse ein charakteristisches Aussehen verliehen – als wären sie durch einen Lauf ohne Drall gezogen worden. Diese Rillen reduzierten die Reibung zwischen Patrone und Patronenlager und ermöglichten so eine zuverlässigere Entnahme der Hülse, während der Rollenverschluss den Nachladevorgang einleitete.

## Aktueller Status
Die Heckler & Koch HK41 wird heute nicht mehr produziert. Sie wurde in den 1960er- und frühen 1970er-Jahren in begrenzten Stückzahlen hergestellt. Aufgrund gesetzlicher Änderungen im deutschen Waffenrecht (insbesondere in Bezug auf halbautomatische Waffen mit militärischer Optik) wurden Produktion und Verkauf der HK41 stark eingeschränkt.
Die HK41 wurde später durch die HK91 abgelöst, die für den Export bestimmt war, insbesondere in die USA. Auch die HK91 wird inzwischen nicht mehr hergestellt, erfreut sich auf dem Sammlermarkt jedoch ähnlich großer Beliebtheit als die HK41. Aufgrund ihrer engen Verwandtschaft zum G3-System gelten beide Modelle als robustes, zuverlässiges und präzises halbautomatisches Gewehr.
Heutzutage finden sich Nachbauten oder Weiterentwicklungen der HK91/HK41-Technik bei verschiedenen Herstellern, z. B. PTR Industries (USA) oder Marcolmar (Spanien), die auf dem gleichen Rollenverschlusssystem basieren. Diese modernen Varianten erfreuen sich auf zivilen Märkten nach wie vor großer Beliebtheit – sowohl für den sportlichen als auch den sammlerischen Gebrauch.

## Varianten
Es existieren zwei Hauptvarianten der Heckler & Koch HK41:

### 1. Frühe Version (HK41, frühe 1960er-Jahre)
Diese erste Ausführung war äußerlich nahezu identisch mit dem militärischen HKG3, allerdings auf Halbautomatik umgestellt. Charakteristische Merkmale:
- Schlittenfanghebel und mechanisch vorbereitete Umrüstung auf Vollautomatik, was sie in manchen Ländern waffengesetzlich problematisch machte
- Schweißpunkte und Bohrungen für die Montage eines selektiven Feuerkontrollgehäuses (ähnlich dem G3) waren vorhanden
- Klappschaft oder Festschaft möglich
- Wurde in geringen Stückzahlen gefertigt und ist bei Sammlern besonders gesucht
- In Deutschland als „Reservistengewehr“ zugelassen, da es das Handling des HKG3 exakt nachbildete

### 2. Spätere Version (HK41, ab ca. 1966/67)
Diese Variante wurde angepasst, um strengeren Waffengesetzen im zivilen Bereich zu entsprechen (insbesondere in Deutschland und für den Export in die USA):
- Deutlich modifizierter Gehäusekasten, der nicht mehr ohne Weiteres auf „vollautomatisch“ umgerüstet werden konnte
- Keine Bohrungen oder Fräsungen für einen selektiven Feuerwahlhebel
- Zivile Seriennummer und H&K-Beschriftung
- Meist mit festem Schaft ausgeliefert
- Diese Version diente als Grundlage für eine spätere Version der HK91, die speziell für den US-Markt konzipiert war

### Versionen der HK41

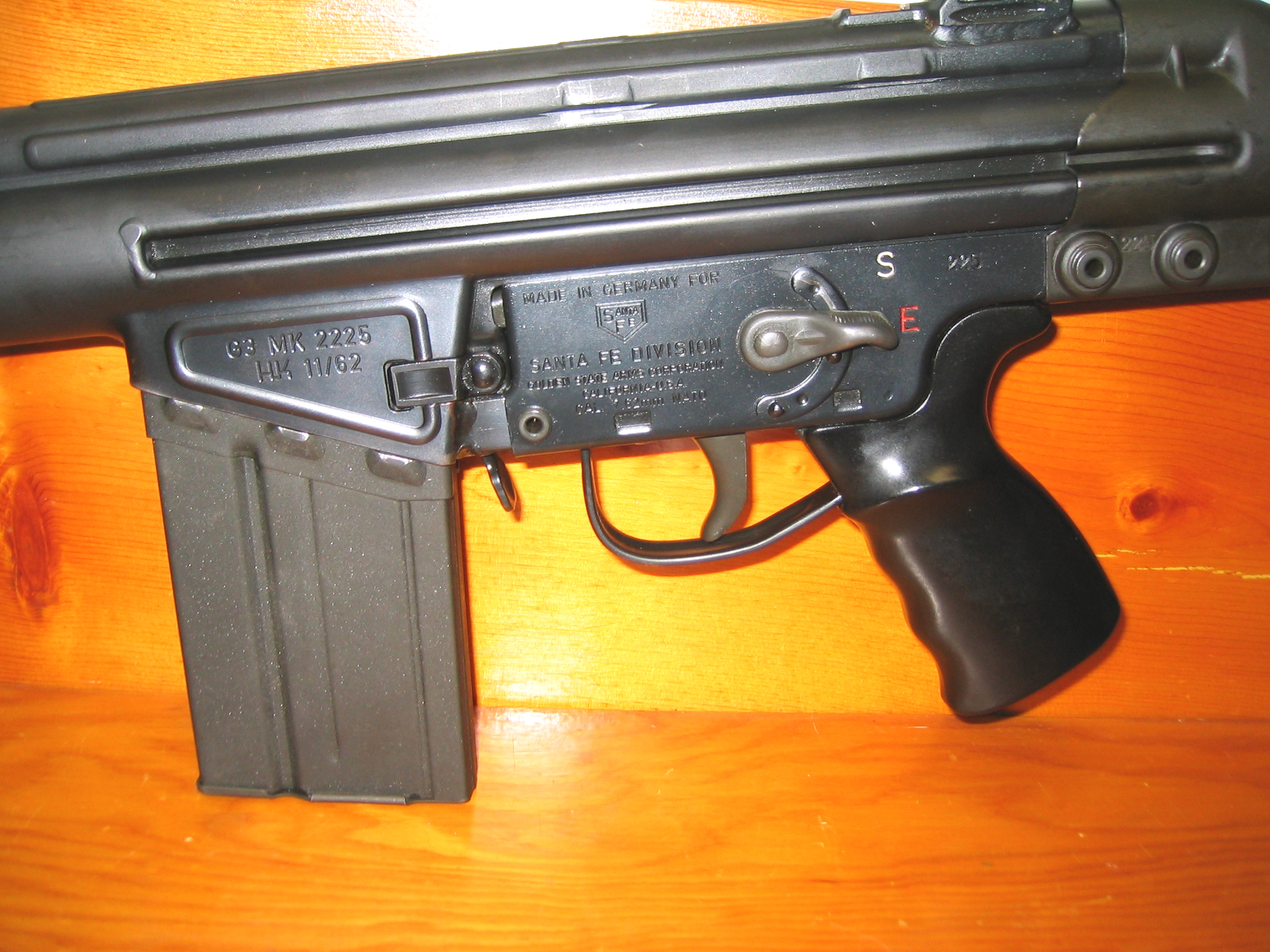
HK-G3-Halbautomat-Gehäuse von 1962

- (1962): Es gibt drei verschiedene Datumsstempel aus diesem Jahr in den Vereinigten Staaten, alle mit Unterschieden. Mit Abstand am begehrtesten und zugleich am seltensten sind die 3/62-Modelle. Diese Ausführungen sind mit Ausnahme des halbautomatischen SE-Griffstücks mit Schwenkfunktion identisch mit dem vollautomatischen G3-Gewehr. Sie konnten durch einfachen Austausch der Abzugsgruppe und des Verschlusses zu einem vollautomatischen G3 umgebaut werden – es war keine Änderung der Push-Pin-Position oder anderer Merkmale nötig. Alle waren mit G3 gestempelt.  Aus diesem Grund gelten sie als die begehrtesten aller halbautomatischen G3-Varianten und sind extrem selten – weniger als drei Exemplare sind in den USA im halbautomatischen Zustand bekannt (unter Sammlern bekannt als Santa Fe „Swing Downs“). Der Großteil dieser Gewehre wurde als „Vollauto-Host“ registriert. Ihr Wert als Vollautomat ist vergleichbar mit jedem anderen G3, ihr Wert als original erhaltener Halbautomat ist außergewöhnlich hoch – sie wurden auf Gunbroker.com mehrfach für über 20.000 $ verkauft und erreichten damit Preise, die sonst nur vollautomatische G3s erzielen. Es handelt sich möglicherweise um eines der wenigen Beispiele eines vollautomatisch übertragbaren Gewehrs, dessen Wert unabhängig vom Eintrag im NFA-Register gleich hoch bleibt.  Die 7/62 ist das zweithäufigste Datum von 1962 und wurde wie die März-Modelle mit G3 gestempelt. Allerdings wurde bei diesen Modellen die Push-Pin-Bohrung verlegt, sodass eine vollautomatische Abzugsgruppe nicht ohne umfangreiche mechanische Bearbeitung installiert werden kann. Die häufigste Variante aus dem Jahr 1962 ist die 11/62, die mit der 7/62 identisch ist – allerdings wurde ein Teil dieser Serie mit der Markierung HK41 versehen. Auch bei diesen Modellen wurde die Push-Pin-Position verändert, was ebenfalls einen umfangreichen Umbau für eine automatische Funktion erforderlich macht. Innerhalb dieser Serie findet sich eine Mischung aus G3- und HK41-Markierungen. Heckler & Koch änderte die Bezeichnung damals auf „HK41“, um den westdeutschen Waffengesetzen zuvorzukommen, die den Privatbesitz von vollautomatischen G3-Gewehren untersagten.
- (Anfang 1966): Im Gegensatz zu den halbautomatischen G3-Modellen von 1962 hatten die 1966er Modelle die „Push-Pin“-Bohrung an der korrekten Position und konnten daher durch Austausch des Griffstücks gegen eine vollautomatische SEF-Abzugsgruppe schnell in ein Vollautomatikgewehr umgebaut werden. Diese Waffen verfügten über eine manganphosphatierte Parkerisierung (Bonderung) und passende Holzbeschläge (Schaft und Vorderschaft) und waren mit dem Datumsstempel „6/66“ versehen.  Obwohl dieses Modell die Push-Pin-Bohrung im Gehäuse hat, wurde sie nach Inkrafttreten des Gun Control Act von 1968 als bereits vorhandene zulässige Waffe („grandfathered“) anerkannt und durfte legal im Besitz bleiben.

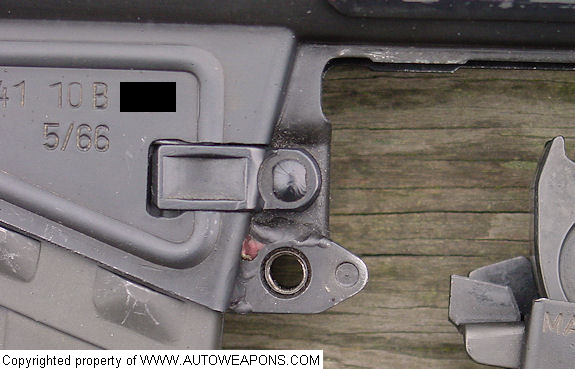
HK41-Gehäuse (1966er Modell)

- (1966–1973): Diese Modelle haben Metallstreifen, die in das Gehäuse eingeschweißt wurden, sowie entsprechende Aussparungen im „SE“-Abzugsteil, sodass nur noch ein „SE“-Abzugsteil eingesetzt werden konnte. Diese Version verfügt sowohl über einen funktionierenden „Flapper“-Magazinauslöser als auch die Push-Pin-Bohrung. Das Gewehr hat ein mattschwarzes Finish mit passendem schwarzem Schaft und Vorderschaft und ist mit dem Datumsstempel „11/66“ versehen. Sehr wenige dieser 1966er Modelle gelangten in die USA. Zwischen 1967 und 1974 wurde keines dieser Modelle in die USA importiert, teilweise aufgrund der Änderungen im Gun Control Act.
- (1974): Bei diesem Modell wurden die Verriegelungslaschen am vorderen Ende des Griffstücks entfernt. Zudem wurde am unteren Gehäuseende an der Stelle des Verriegelungsstiftes („Push-Pin“-Bohrung) ein U-förmiges Metallstück eingesetzt, das die Montage einer vollautomatischen SEF-Abzugsgruppe verhindert. Dadurch wurde der „Flapper“-Magazinauslöser zwischen Abzugsbügel und Magazinschacht funktionslos; das Magazin kann nur noch über den zusätzlichen Entriegelungsknopf auf der rechten Gehäuseseite ausgeworfen werden.  Außerdem wurde die Endkappe des Spannhebels so verändert, dass die Montage der meisten HK G3-Klappmesser nicht mehr möglich ist. Die Sicherungsringe am Lauf wurden entfernt, sodass keine Gewehrgranaten abgefeuert werden können. Dieses Modell ist in mattschwarzer Lackierung mit halbglänzendem Finish gehalten und trägt den Datumsstempel „1/74“.
- Importeure in den Vereinigten Staaten: Die Heckler & Koch HK41 und ihre Varianten, einschließlich der HK91, wurden in den USA über verschiedene autorisierte Importeure vertrieben. Diese Importeure waren verantwortlich für die legale Einfuhr, den Vertrieb und die Einhaltung der US-Waffengesetze.  Bekannte US-Importeure der HK41/HK91 sind unter anderem:
  - Century International Arms. Einer der größten und bekanntesten Waffenimporteure in den USA, der verschiedene Modelle von Heckler & Koch sowie andere europäische Waffen einführte.
  - Interarms: Ein bedeutender Importeur, der in den 1960er bis 1980er Jahren viele europäische Waffen, darunter HK-Modelle, in die USA brachte.
  - Royal Tiger Imports: Ebenfalls aktiv im Import von HK-Waffen, insbesondere in späteren Jahrzehnten.
  - Poly Technologies. Später, spezialisiert auf Nachbauten und Lizenzfertigungen:
  - Diese Importeure spielten eine Schlüsselrolle dabei, die HK41/HK91-Modelle für den US-Markt verfügbar zu machen, oft mit bestimmten Modifikationen, um den US-Waffengesetzen gerecht zu werden.

## HK91

### Varianten
- Hier die Übersetzung der Beschreibung der HK91-Modelle und ihrer Merkmale:
- HK91A2: Feststehender Schaft und halbautomatische SE oder 0-1 Abzugsgruppe
- HK91A3: Einrastbarer, einstelliger Klappschaft (eine Position) und halbautomatische SE oder 0-1 Abzugsgruppe
- HK91A4: Feststehender Schaft, halbautomatische SE oder 0-1 Abzugsgruppe und wahlweise polygonales Drallprofil im Lauf (Select Polygonal Bore)
- HK91A5: Einrastbarer, einstelliger Klappschaft (eine Position), halbautomatische SE oder 0-1 Abzugsgruppe und wahlweise polygonales Drallprofil im Lauf (Select Polygonal Bore)

Im Jahr 1974 wurden nur 50 HK91-Gewehre in die Vereinigten Staaten importiert. Für diese Modelle ließ Heckler & Koch den Monatsstempel im Datumsfeld weg und ersetzte ihn durch die Zahl „19“, um das Herstellungsjahr vollständig als „19/74“ darzustellen. Da diese Gewehre auf überschüssigen HK41-Gehäusen basierten, lautete die endgültige Markierung „19/74“.
Für die Modelle von 1975 wurde das Jahr ohne Schrägstrich („/“) gestempelt – also einfach „1975“. Die Gründe, warum Heckler & Koch den Namen HK41 im Jahr 1974 in HK91 änderte, sind nicht ganz klar. Ein Teil der Motivation könnte gewesen sein, das Gewehr als halbautomatisches Sportgewehr und nicht als paramilitärisches Gewehr erscheinen zu lassen. Zudem wurden zu dieser Zeit in Westdeutschland neue Waffengesetze verabschiedet, die den zivilen Besitz paramilitärischer Waffen untersagten.
Infolgedessen modifizierte Heckler & Koch das Gewehr, indem eine Metallplatte im Inneren des Gehäuses eingeschweißt wurde, um das Anbringen einer vollautomatischen SEF-Abzugsgruppe zu verhindern, und benannte das Gewehr um in Heckler & Koch HK91.
Späte HK41-Modelle und HK91-Gewehre sind äußerlich praktisch identisch (abgesehen von der Markierung des Gehäuses und dem Sicherungsloch an der Endkappe des Spannhebels), und alle Bauteile sind untereinander austauschbar.
Die letzten HK91-Modelle, die 1989 in die USA geliefert wurden, wurden vom US-Zoll blockiert, nachdem Präsident George H. W. Bush eine Executive Order erließ, die den Import von „nicht-sportlichen“ Gewehren untersagte.
Diese Waffen wurden leicht modifiziert, um „nicht-sportliche“ Merkmale wie den Mündungsfeuerdämpfer zu entfernen, und die Gehäuse wurden neu gestempelt als „HK911“. Damit entstand ein Übergangsmodell zwischen der HK91 und der späteren HK SR9.
(Als Randbemerkung: Die in Westdeutschland verkauften HK41-Modelle wurden ohne Mündungsfeuerdämpfer ausgeliefert, da diese nach deutschem Waffengesetz verboten waren.)

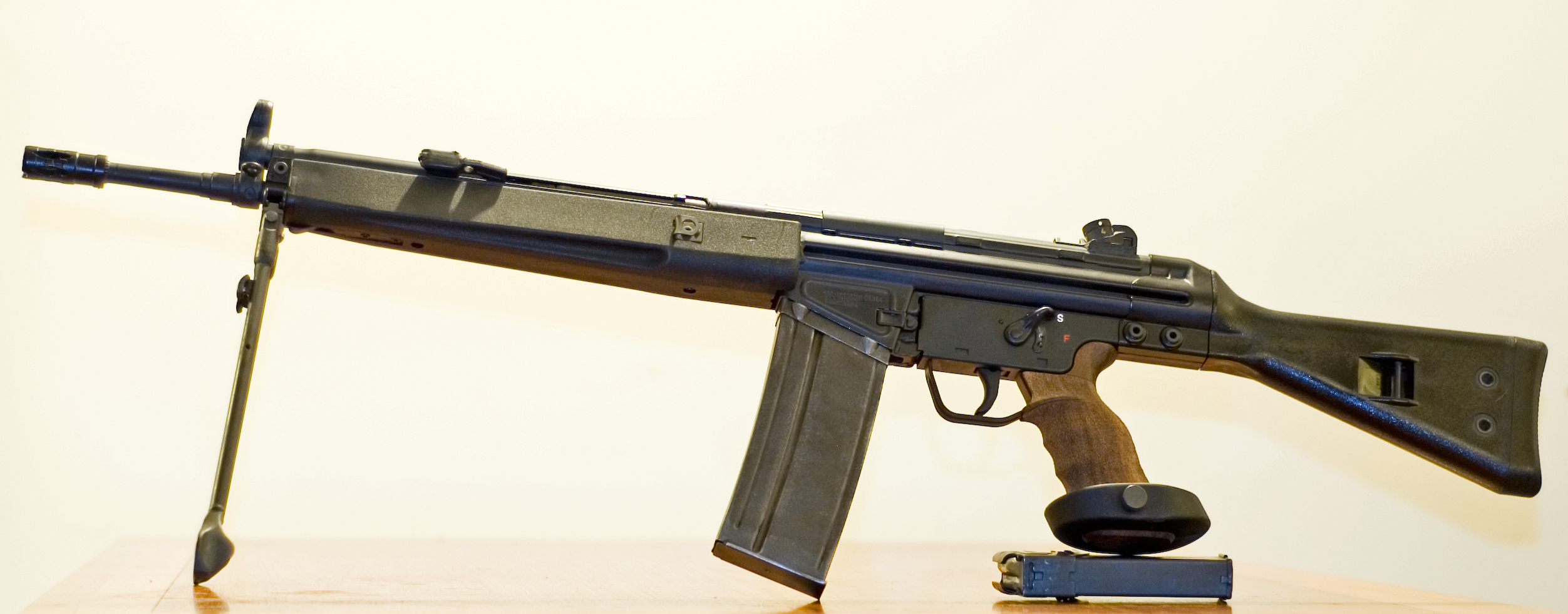
Griechische Nachfertigung der HK91 mit optionalem PSG-1-Griff, Zweibein und 30-Schuss-Magazin

## Übersetzung
Die HK91 ist auf dem amerikanischen Waffenmarkt relativ wertvoll, da ihr Import 1989 per Executive Order verboten wurde. Insgesamt wurden nur 48.817 HK91-Gewehre vor 1989 in die USA importiert.
Der Einzelhandelspreis für eine HK91 lag Ende der 1970er-Jahre bei etwa 380 US-Dollar für die Standard-A2-Modelle und 50 Dollar darüber für die A3-Version mit einziehbarem Schaft. Vor 1979 produzierte Heckler & Koch auch einige limitierte Serien der HK91 mit polygonalem Laufprofil. Diese Versionen kosteten nur 10 Dollar mehr als die Standardausführungen.
Heutzutage erzielen originale HK91-Gewehre oft Preise von mehr als 2000 US-Dollar.
Die ersten 50 „SACO“-Importe von 1974, die sich in gutem Zustand befinden und mit dem älteren Griffstück im „SF“-Stil ausgestattet sind, erzielen einen besonders hohen Sammlerwert und gelten unter H&K-Sammlern als besonders begehrt.
Ebenso geschätzt sind die Modelle von 1988 und 1989, die unter dem Importstempel „Chantilly“ geführt wurden. Diese besitzen dieselbe seidenmatte schwarze Lackierung wie die späteren HK SR9-Modelle.
Lizenzierte Nachbauten des G3 und der HK91 wurden in Griechenland von der Hellenic Arms Industry (auf Griechisch: Elliniki Viomichania Oplon, kurz „EBO“) gefertigt. Dabei kamen Originalwerkzeuge und Maschinen zum Einsatz, die von Heckler & Koch erworben worden waren.
Eine kleine Anzahl dieser HK91-Klone, die funktional und optisch identisch mit den in Deutschland hergestellten Gewehren sind, wurde von Springfield Armory, Inc. in die USA importiert und unter der Bezeichnung SAR-8 verkauft.
Diese Waffen wurden bis 1994 importiert. Sie dürfen nicht mit den späteren SAR-8-Modellen verwechselt werden, die von Springfield selbst gefertigt wurden. Diese späteren Versionen besitzen gegossene Aluminiumgehäuse, gelten als deutlich minderwertiger in Qualität und Verarbeitung und haben einen entsprechend niedrigeren Sammlerwert als die originalen griechischen SAR-8-Modelle.
Bis heute sind HK-91-Klone erhältlich, beispielsweise die PTR-91 (früher bekannt als JLD). Diese werden mit den Werkzeugen gefertigt, die ursprünglich vom portugiesischen Waffenhersteller FMP (Fábrica Militar de Braço de Prata) verwendet wurden, um jene für die Empfänger der portugiesischen G3-Varianten M/961 und M/963 herzustellen.
Das Werkzeug zur Herstellung der G3-Gehäuse, das ursprünglich von Heckler & Koch stammte, wurde später an das US-Unternehmen Ohio Rapid Fire (Warnung: Webseite unsicher laut WOT) verkauft, das plante, eigene Gehäuse herzustellen. Dieses Vorhaben wurde jedoch nicht abgeschlossen, da der Firmeninhaber Todd Grove im Alter von 33 Jahren im Mai 2010 verstarb. In der Folge wurde Ohio Rapid Fire im Jahr 2010 dauerhaft geschlossen.